# Marie et Elisa Josse
Pour les articles homonymes, voir Josse.
Marie et Elisa Josse sont deux sœurs jumelles nées en 1897, mortes respectivement en 1974 et en 1973, qui ont sauvé un Juif sous l'Occupation pendant la Seconde Guerre mondiale. Elles sont reconnues « Justes parmi les nations » par l'institut Yad Vashem.

## Biographie
Marie et Elisa Josse sont nées le 10 août 1897 à Saint-Brieuc. Célibataires, elles sont commerçantes à Saint-Brieuc, en Bretagne, où elles tiennent un café-restaurant,.

### Résistance, rencontre en détention
Lors de la Seconde Guerre mondiale, en 1942, l'amiral Darlan, chef du gouvernement de Vichy, est en visite à Saint-Brieuc, où il était élève au lycée Saint-Charles. Marie Josse, la plus extravertie des deux sœurs, l'apostrophe et l'insulte. Elle est arrêtée, et détenue politique au camp de Châteaubriant. Pendant les deux mois de sa détention, elle y fait connaissance et se lie d'amitié avec Madeleine Schuldkraut, Juive, mère d'un garçon de treize ans, Jacques. Elle lui promet de s'occuper de son fils.
À l'été 1942, Madeleine Schuldkraut est transférée au camp d'Aincourt, où les parents peuvent faire venir leurs enfants. Son fils Jacques, âgé de treize ans, l'y rejoint donc. Elle lui parle de Marie Josse, à laquelle il pourra s'adresser en cas de besoin. Ils restent ensemble jusqu'au 7 septembre, jour de fermeture du camp ; Madeleine est envoyée au camp de Drancy, d'où elle partira pour Auschwitz dont elle ne reviendra pas. Son fils Jacques est envoyé dans un centre à Paris. Conformément aux instructions que sa mère lui a laissées, Jacques envoie une lettre à Marie Josse,. Il lui écrit : « Mademoiselle Josse, ma maman est partie à Drancy pour une destination inconnue. Elle m'a dit de vous écrire... ».

### Sauvetage de Jacques Schuldkraut
Quelque temps après, pendant le même mois de septembre, le jeune Jacques Schuldkraut est appelé dans le bureau du directeur du centre : « Tes tantes veulent te voir » lui dit-on. Deux femmes jumelles, qu'il ne connaît pas, se précipitent sur lui et l'embrassent. L'une d'elles lui murmure : « Tais-toi ! Je suis Marie Josse ». Elles convainquent le directeur de les laisser emmener leur « neveu » chez elles, et donnent une fausse adresse, dans le Nord,.
Les deux sœurs emmènent Jacques chez elles, en Bretagne, après l'avoir débarrassé discrètement de son étoile jaune. Par la Résistance, elles lui procurent des faux papiers au nom de « Jacques Silvestre », avec un lieu de naissance à Oran en Algérie, ce qui n'est pas vérifiable à cette époque, et des tickets d'alimentation,. 
Aux yeux de tous, il est le neveu des deux sœurs, et partage leur quotidien. Il est d'abord scolarisé à l'école du Sacré-Cœur, et y apprend le catéchisme ce qui lui permet de répondre aux questions éventuelles. Il passe ensuite au lycée Anatole-Le-Braz,.
En juin 1944, au moment du débarquement de Normandie, les deux sœurs et leur protégé quittent leur domicile de Saint-Brieuc, craignant l'arrestation par les Allemands. Ils se réfugient temporairement chez des fermiers de la région, et se cachent parfois dans les champs ou dans les bois.

### Après-guerre
Elles reviennent ensuite à Saint-Brieuc avec le jeune Jacques Schuldkraut. La guerre terminée, celui-ci découvre qu'il ne reverra jamais sa mère ni le reste de sa famille, dont il est le seul survivant,. Marie et Elisa Josse le gardent chez elles jusqu'en 1949, année où il part faire son service militaire dans l'armée française. Il émigre ensuite au Canada, en 1951,,. Il reste en contact avec les sœurs Josse, qui le reçoivent chaleureusement quand il leur rend visite avec sa femme.
Elisa Josse meurt le 12 juin 1973. Sa sœur Marie meurt six mois plus tard, le 3 janvier 1974. Elles sont inhumées à Saint-Brieuc, au cimetière Saint-Michel.

## Reconnaissance
Jacques Schuldkraut entreprend les démarches pour que Marie et Elisa Josse soient reconnues « Justes parmi les nations ». L'institut Yad Vashem les reconnaît Justes le 25 mars 2008.
La cérémonie de reconnaissance a lieu le 5 juillet 2009 à Saint-Brieuc, en présence de Jacques Schuldkraut revenu du Canada pour la circonstance, du maire Bruno Joncour, des délégués de Yad Vashem, et de la famille de Marie et Elisa Josse.